# Joe Roccisano
Joseph Lucian „Joe“ Roccisano  (* 5. Oktober 1939 in  Springfield, Massachusetts; † 9. November 1997 in New York City) war ein  US-amerikanischer Jazz-Musiker (Altsaxophon, Sopransaxophon und Flöte) und Arrangeur.
Roccisano erwarb 1963 den Bachelor im Fach Musikerziehung an der State University New York-Potsdam. 1964 spielte er im Tommy Dorsey Orchestra unter der Leitung von Sam Donahue, danach zog er nach Los Angeles, wo er in den Bands von Don Ellis (1966–68), Ray Charles (1967–68), Louie Bellson, Lew Tabackin, Toshiko Akiyoshi, Terry Gibbs, Don Menza, Bill Holman und Don Rader spielte. 1976 stellte er ein eigenes, 15-köpfiges Ensemble zusammen, Rocbop und spielte außerdem 1981 in der Band von Frank Capp-Nat Pierce Juggernaut.
Roccisano betätigte sich außerdem als Arrangeur für Don Ellis, Bellson, Doc Severinsen und Woody Herman; so arrangierte er den Titel „Green Earrings“ für das Herman-Album Chick, Donald, Walter, and Woodrow; er wurde dafür für den Grammy Award nominiert. Außerdem komponierte er den Titel  „Tenors of the Time“, den  Pete Christlieb und Warne Marsh aufnahmen.
Kurz vor seinem Tod nahm er im Oktober 1997 für das Label Double Time das Album Joe Roccisano Nonet auf, auf dem u. a. Greg Gisbert, Conrad Herwig, Tim Ries, Bill Charlap und Terry Clarke mitwirkten und Arrangements von Roccisano spielten, u. a. eine Interpretation des Standards „Some Other Time“ oder Henry Mancinis „Charade“.